# Mário António
Mário António Fernandes de Oliveira (Maquela do Zombo, 4 de abril de 1934 — Lisboa, 7 de fevereiro de 1989) foi um poeta angolano. 

## Biografia
Nasceu em Maquela do Zombo, na província do Uíge a 5 de Abril de 1934. Pouco tempo depois, a sua família mudou-se para Luanda, onde passou a infância e a juventude. Ainda no liceu, deu início à escrita de poesia.
Ativista político, esteve ligado à criação do Partido Comunista Angolano (PCA) e do Partido da Luta Unida dos Africanos de Angola (PLUAA), e depois ao Movimento Popular de Libertação de Angola (MPLA).
Em 1963 mudou-se para Portugal continental, residindo na Casa dos Estudantes do Império.
Em 1987, doutorou-se em Estudos Portugueses, com especialização em Literaturas Africanas de Expressão Portuguesas.

## Obras

### Livros
- Poesias (1956)
- Amor (1960)
- Poemas & Canto Miúdo (1960)
- Chingufo. Poemas Angolanos (1961)
- 100 Poemas (1963)
- Mahezu (1966)
- Era Tempo de Poesia (1966)
- Rosto de Europa (1968)
- Coração Transplantado (1970)
- Lusíadas (1978)
- Afonso, o Africano (1980)
- 50 Anos, 50 Poemas (1988)
- Cinquentão (1988);
- Gente para Romance: Álvaro, Lígia, António (1961)
- Crónica de uma cidade estranha (1964; 1978)
- Farra de fim-de-semana (1965)
- A Sociedade Angolana do fim do século XIX e um seu escritor (1961)
- Colaborações Angolanas no «Almanaque de Lembranças, 1851-1900» (1966)
- Luanda – Ilha Crioula (1968)
- Angolana. Documentação sobre Angola, I, 1783-1883 (1968)
- O Primeiro Livro de Poemas publicado na África Portuguesa (1970)
- Angolana. Documentação sobre Angola, II 1882-1887 (1971)
- Para uma Perspectiva Crioula da Literatura Angolana: o «Repositório de Coisas Angolanas» de J.D. Cordeiro da Matta (1974)
- A Descolonização Portuguesa. Aproximação a um Estudo I e II (1979 e 1982)
- Alguns aspectos da administração de Angola em épocas de reforma, 1834-1851 (1981)
- A Formação da Literatura Angolana, 1851-1950 (1987)
- Reler África (1990)
- 50 Anos (1988)
- Obra Poética (1999)

### Discografia (como letrista)
- Poema da Farra (música de Ruy Mingas) [5]
- Poema da Farra (música de Fausto Bordalo Dias, no álbum A Preto e Branco) (1988)